# 訃報 2003年8月
訃報 2003年8月（ふほう 2003ねん8がつ）では、2003年（平成15年）8月中に物故した、又は物故が報じられた人物についてまとめる。

## （1日 - 15日）

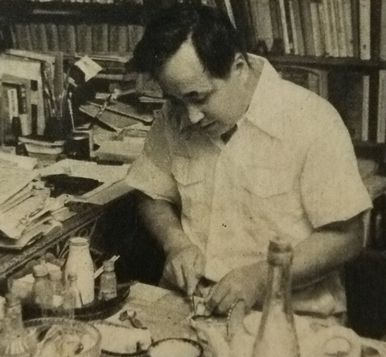
中村哲／8月10日没

- 8月4日 - 飯田経夫、経済学者（* 1932年）
- 8月7日 - 伊藤素道、俳優・歌手、伊藤素道とリリオリズムエアーズのメンバー（* 1928年）
- 8月9日 - 沢たまき、女優・参議院議員（* 1937年）
- 8月10日 - 中村哲、政治学者、元参議院議員（* 1912年）
- 8月11日 - 染谷光広、歴史学者（* 1939年）
- 8月12日 - 善川三朗、宗教家、幸福の科学創始者大川隆法の父 (* 1921年)
- 8月12日 - 小川聖、ジャーナリスト（* 1947年）[1]
- 8月13日 - 戸部新十郎、小説家（* 1926年）
- 8月13日 - 坂下昇、経済学者（* 1933年）
- 8月13日 - 穂積由香里、元女優・「積木くずし」のモデル（* 1967年）

## （16日 - 31日）

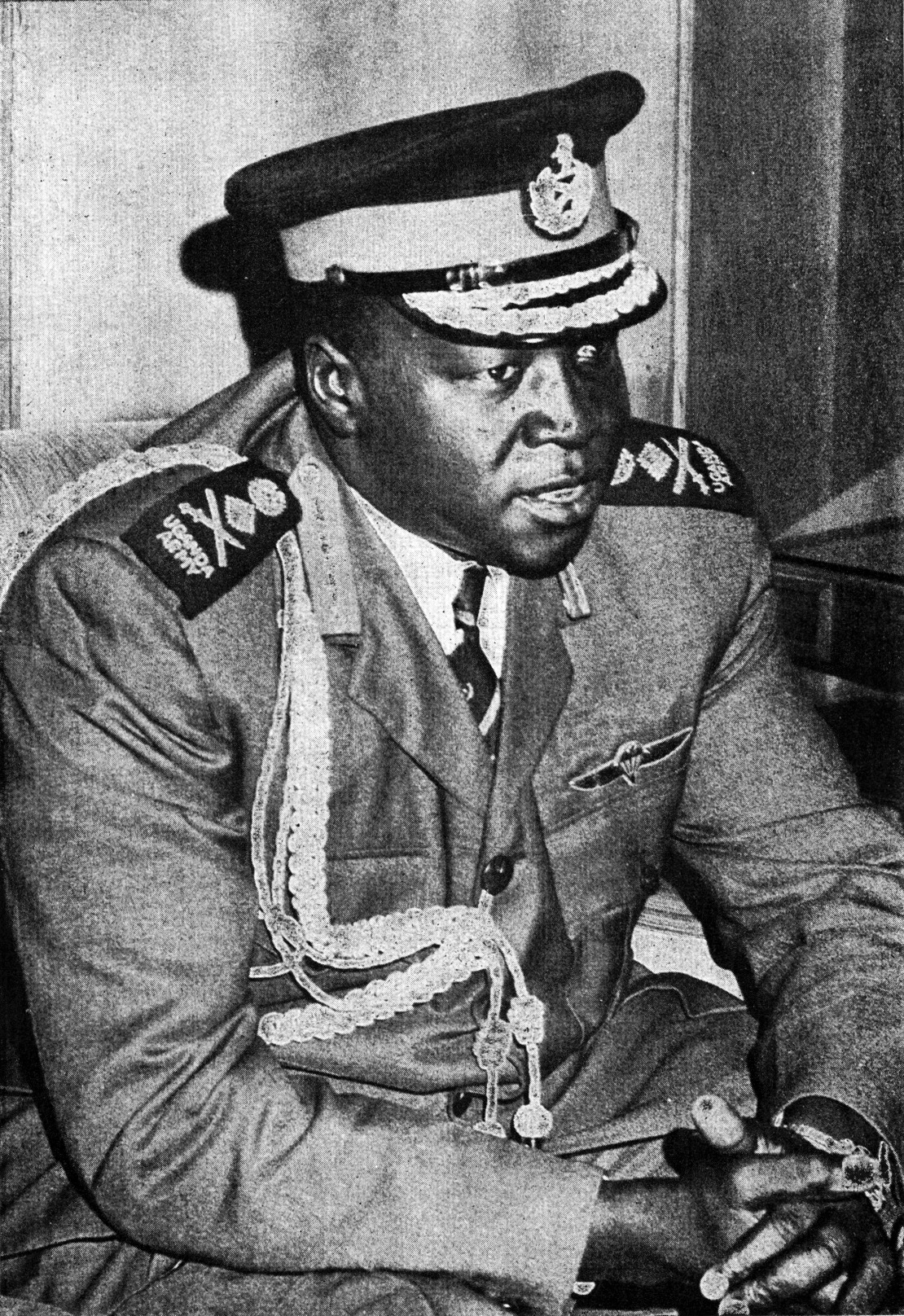
イディ・アミン／8月16日没

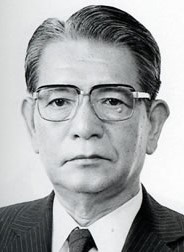
三ッ林弥太郎／8月18日没

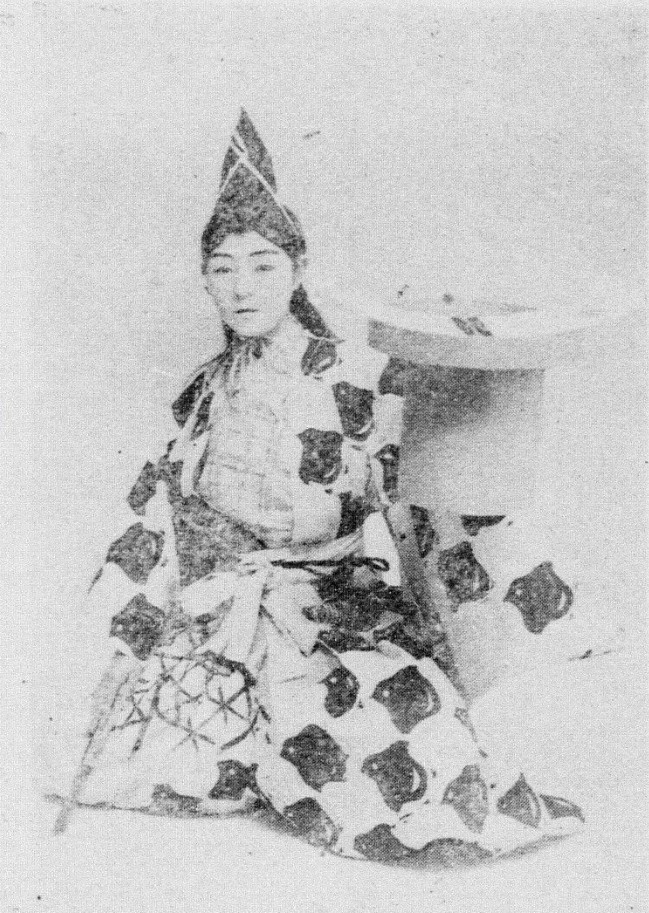
雲井浪子／8月20日没

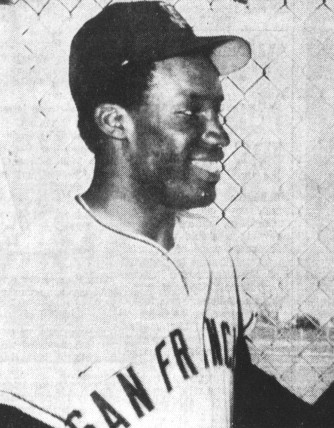
ボビー・ボンズ／8月23日没

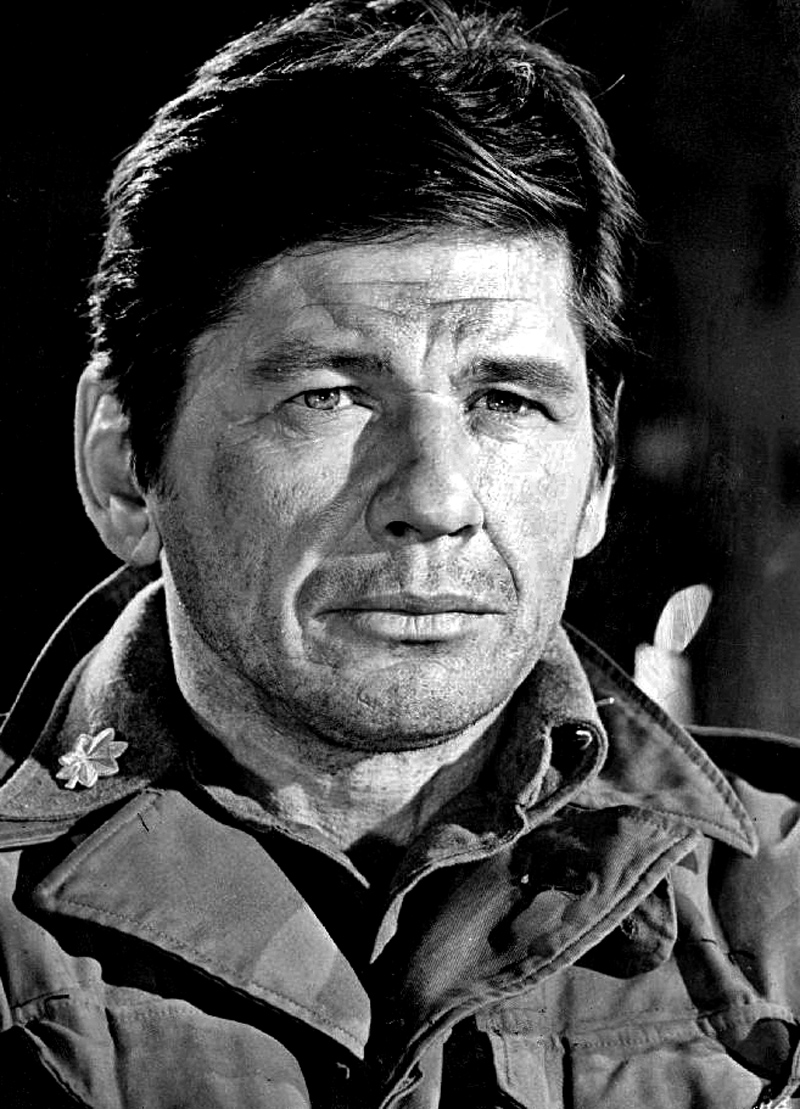
チャールズ・ブロンソン／8月30日没

- 8月16日 - イディ・アミン、ウガンダ元大統領（* 1925年）
- 8月16日 - 常倉十紀二、放送作家・ラジオパーソナリティ（* 1948年）
- 8月18日 - 三ッ林弥太郎、政治家、元科学技術庁長官（* 1918年）
- 8月20日 - 雲井浪子、女優（* 1901年）
- 8月20日 - 吉村和夫、政治家、山形市長（* 1931年）
- 8月23日 - ボビー・ボンズ、元メジャーリーガー（* 1944年）
- 8月28日 - 板垣與一、経済学者、国際政治学者（* 1908年）
- 8月30日 - チャールズ・ブロンソン、俳優（* 1921年）